# Spalirises

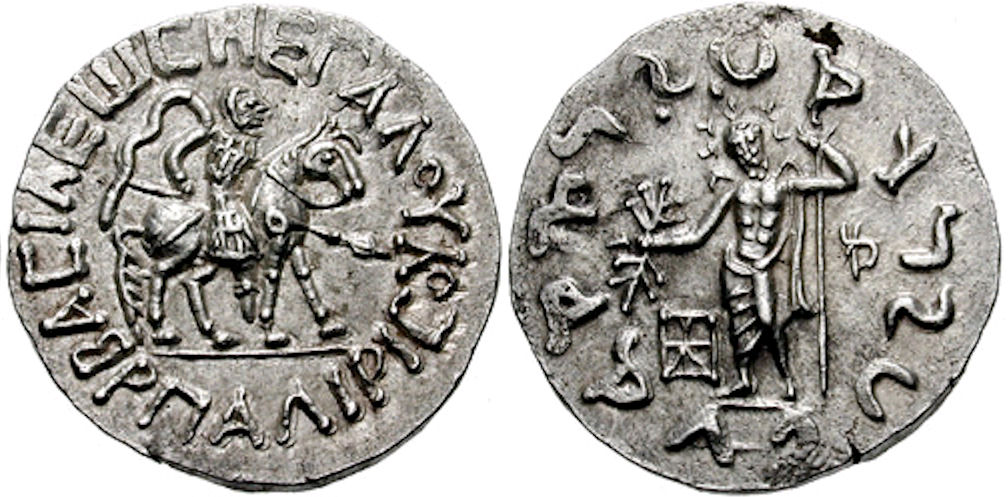
Tiền xu của Spalirises (50–47 TCN).
Obv:Spalirises mặc giáp và ngồi trên lưng ngựa. Chữ khắc Hy Lạp BASILEUS MEGALOU SPALIRISOU "Đại đế Spalirises".
Rev: thần Zeus cầm sấm sét. chữ khắc bằng tiếng Kharoshthi.

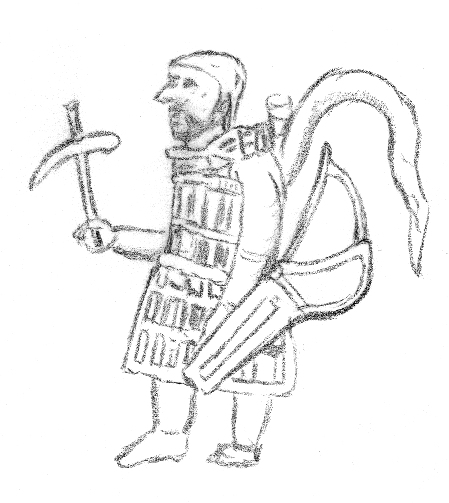
Vua Spalirises đứng trong bộ giáp trụ. Hình ảnh từ tiền xu của ông và. Ông giữ cây gậy thúc voi bên tay phải của mình.

Spalirises (từ năm 50-47 trước Công nguyên) là một "Đại đế" của người Ấn-Scythia cai trị trong thế kỷ thứ 1 trước Công nguyên. Ông là em trai của Vonones (trên một số đồng tiền của mình, ông tự gọi mình là "Người anh em của nhà vua"), và có lẽ là Spalahores.
Lãnh thổ của Spalarises dường như đã bị Azes I sáp nhập, ông ta là người kế vị và cũng là người xuất hiện ở mặt sau trên một số đồng tiền của ông.